# Сікандар-шах II
Сікандар-шах II (д/н — 1527) — 13-й султан Кашміру в 1517 році.

## Життєпис
Походив з династії Сваті (Шах-Міри). Син Фатіх-шаха. Відомостей про нього обмаль. З огляду на конфлікти з впливовими феодалами і сановниками 1517 року оголошений батьком співсултаном. Встиг викарбувати власні монети — срібні сасну.
Втім панування його було доволі коротким. Влітку вдерся Мухаммед-шах з делійським військом. Проти Сікандар-шаха II і Фатіх-шаха повстали Шанкар Райна, Нусрат Райна і Каджі Чак, що захопили важливу фортеці Харшін. Султани-співправителі втекли до Пенджабу. 
У травні 1521 року повернувся до Кашміру, де на його бік перейшли впливові феодали Гадаї Малік, Джахангар Падар, Лохар Магре і Іді Райна. Закріпився у фортеці Нагам (західний Кашмір). Його союзники Магре і Гадаї зазнали поразок біля Шахабаддінпура і Луліпура. Після цього Сікандар-шах II повернувся до Пенджабу. 
Тут він перейшов на бік Бабура, еміра Кабула. 1526 року брав участь у поході на Делі. За цим отримав війська на чолі із Шейх-Алі-беком і Кучак-беком для відновлення на троні султанату. Проте 1527 року в битві біля Наушари зазнав поразки від клану Чаків, потрапивши у полон. Сікандар-шаха було засліплено, після чого той невдовзі помер.